# 노출 효과
노출 효과(露出效果, Exposure Effect) 또는 단순 노출 효과(單純露出效果, Mere Exposure Effect)는 사회 심리학 용어로서 단순히 노출되는 횟수가 많아질수록 그 대상을 좋아하거나 싫어하는 감정이 증가하는 현상을 말한다. 친숙성의 원리, 에펠탑 효과 등으로 불리기도 한다. 이 현상은 미국의 사회 심리학자 로버트 자욘스(Robert Zajonc)가 이론으로 정립한 후 단순 노출효과라고 명명했다. 단순 노출의 효과란 의식적인 인지 없이 일어날 수 있으며, 선호는 추론을  필요로 하지 않는다.
많은 실험을 통해서 그 효과가 증명된 바 있는데, 실험에는 언어, 한자, 그림, 초상화, 기하학적인 도형, 소리 등 다양한 것들이 이용되었다. 대인관계에 대한 연구에서는 서로 자주 만날수록, 그 대상을 더 좋아하게 될 가능성, 즉 상대에 대한 호감도나 매력이 증가한다고 한다. 단순 노출효과는 정치, 정책홍보, 상품광고 등 다양한 분야에서 활용되고 있다. 노이즈 마케팅의 경우에는 부정적인 이미지를 감수해가면서 까지 인지도나 존재감을 끌어올리기 위한 목적으로 단순노출효과를 이용한 경우에 해당한다. 당구풍월(堂狗風月)과 맹모삼천지교(孟母三遷之敎) 역시 환경변화에 의해 단순노출이 이루어진 결과물이다. 

## 개요

### 친숙성의 원리
특정 대상에 대해 무관심하거나 중립적인 감정을 가지고 있거나 혹은 싫더라도 계속 노출되는 빈도가 많아지면 그 대상에 대한 호감도, 친근감이 상승하는 현상을 말한다. 그래서 친숙성의 원리라고도 한다. 낯선 대상을 접할 때 경계심, 불편함을 가지거나 다소 공격적인 측면이 발현되지만, 그 상대를 자주 만날수록 상대방에 대해 인간적인 면을 느끼게 되고 호감으로 발전할 수 있다. 단순 노출을 통한 선호의 형성은 대상에 대해 인지적으로 숙고한 결과이기보다 감정적으로 친숙하다거나 좋다는 반응에 해당하기 때문에 좋아하는 이유를 답하기 어려운 경향이 있다.

### 에펠탑 효과

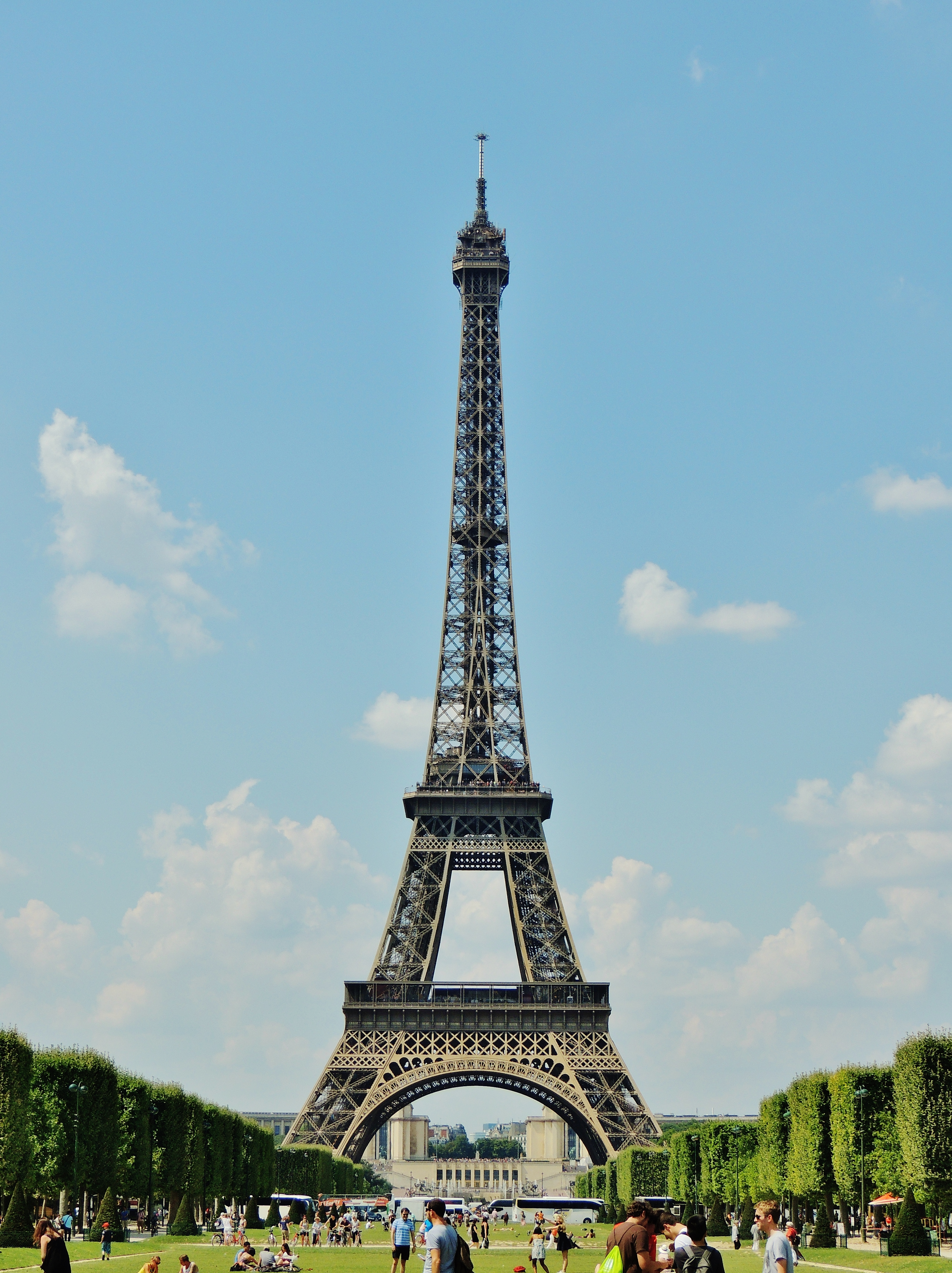
마르스 광장에서 바라본 에펠 탑

단순 반복 노출로 발현되는 효과를 '에펠탑 효과'(Eiffle Tower Effect)라고도 한다. 에펠탑은 1889년에 개최된 파리만국박람회를 기념하기 위해 만든 건축물이다. 오늘날에는 프랑스와 파리의 대표적 상징물이자 랜드마크로 자리매김하고 있고 전세계의 관광객을 끌어들이는 효자지만 초기에는 시민들과 예술가들의 반대가 극심했다. 당시 파리는 5, 6층짜리 고풍스러운 고딕 양식의 석조 건물로 이루어진 도시인데, 300m의 철탑은 흉측하여 도시미관을 해치며 어울리지 않을 것이라는 이유로 반대했다. 철골 노출 구조물이 가지는 이질성에 대한 반감이 강했으며 '예술적 취향이라고는 찾을 수 없는 추악한 고철 덩어리' '천박한 이미지의 철골 구조물' '공장의 굴뚝같은 형태의 공업기술을 예술의 도시 파리에 끌어들인 졸작'이라는 비난이 쏟아졌다.
에펠탑 주변 샹 마르스 지역 주민들은 주거환경을 해칠 것이라고 소송을 내기까지 했다. 특히 1887년 2월 14일 파리의 작가, 화가, 조각가, 건축가들은 《르 탕(Le Temps)》에 '예술가의 항의'라는 글을 발표해 공식적으로 배척하기도 했다. 모파상은 에펠탑이 완공되면 파리를 떠나겠다는 글을 남기기도 했다. 결국 파리시는 '20년 후 철거'라는 타협 카드를 내밀고서야 건설을 진행할 수 있었다.
그러나 1889년 4월 15일 탑이 완공된 후 여론은 달라졌다. 2년이 넘는 건립기간 동안 매일 에펠탑의 공사 과정을 지켜보면서 에펠탑이 눈에 익숙해지게 되었고, 완공 시에는 매력적으로까지 보이게 됐기 때문이다. 또한 20년의 기한이 만료된 1909년에 에펠탑을 철거하려던 파리시는 곧 계획을 철회했다. 이미 파리의 명물로 자리잡은 에펠탑을 해체해서는 안 된다는 여론이 들끓었기 때문이다. 이처럼 처음에는 관심도 없거나 혹은 싫어하던 대상도 계속해서 마주칠경우 나중에는 친근해져서 호감을 갖게 되는 것을 '에펠탑 효과'(Eiffle Tower Effect)라고도 한다.

### 마켓팅 활용
광고에도 이 효과를 이용한다. 소비자에게 지속적으로 보여 줌으로써 브랜드의 인지도 및 호감도를 높일수 있다. 화장지와 같은 일용품이나 간단한 식료품 같은 저관여 제품은 구매의 중요성이 그리 크지 않고, 잘못 구매해도 리스크가 적은 편이다. 따라서 구매 전에 소비자가 특정 브랜드의 특징을 경쟁 브랜드와 꼼꼼히 비교한 후 구매의사를 결정하는 경우가 많지 않다. 그냥 제품의 구매시점에서 평소에 자주 보고 익숙한 브랜드를 별 생각 없이 구매한다. 따라서 광고에서 제품의 특성을 설명하기보다는 자주 반복해서 보여 줌으로써 친근감을 형성하게 만들어 익숙한 브랜드를 구매하게 유도하면 된다. 물론 역효과도 있다. 지나치게 자주 반복해서 보여 주면 시청자는 반대로 거부감을 느낄 수 있다. 언론도 비슷하다. 특정 사안을 계속해서 언론에 노출시키면 오히려 언론플레이로 여론을 호도한다고 오해 받을 수도 있고 대중의 피로도만 증가시킬 수 있다.

## 다양한 용어들
"노출 효과"란 용어는 현재 다양한 용어로 대체하여 사용되기도 하는데, 영어뿐만 아니라 번역된 한국어 표현 또한 여러 가지다.
- 친숙성의 원리(Familiarity principle) 또는 숙지성의 원칙
- 단순 접촉 효과(單純接觸效果), 단순 접촉의 원리
- 반복 효과
- 자이언스 효과(Zajonc Effect)
- 에펠탑 효과 (Eiffel Tower Effect)[20][21]

## 연구
1960년대에 미국의 사회 심리학자 로버트 자욘스(Robert Zajonc)가 실험을 진행하고 이론을 발표하였다.
1. 사람은 낯선 사람을 대할 때 공격적이고 냉담하고 비판적이 된다.
2. 사람은 누군가를 만나면 만날수록 좋아하게 된다.
3. 사람은 상대의 인간적 측면을 알았을 때 더 깊은 호의를 갖는다.

## 이론의 적용
대인 관계에 있어서 첫인상이 비록 좋지 못해도 자주 접촉이 이루어지면서 상대방이 좋지 못했던 인상이 점차 완화되는 현상을 쉽게 볼 수 있다. 이성 관계의 경우에 흔히 쓰는 "뛰어난 미인도 사흘이면 싫증나고, 아무리 못생긴 얼굴도 사흘이면 좋아진다."란 말도 이 이론의 현상이다.
정치, 언론에서의 적용 예로서 특정 현안, 정책,인물을 대중들에게 자주 알리고 노출 시킴으로써 대중들을 설득하는 경우이다.
상품 광고에 이 이론이 적용되기도 하는데, 자주 소비자들에게 노출시킴으로써 상품이 친숙하게 느껴지도록 하는 방법이다. 방송의 PPL이 이에 포함된다.

## 논란
이 이론에 대한 반론이 있는데, 가장 큰 쟁점은 "초두 효과 VS. 신근 효과"이다.

### 초두 효과 VS 최신 효과
- 초두 효과(初頭效果, Primacy Effect): 첫인상이 가장 큰 영향을 미친다는 심리이론이다.[29][31]
- 신근 효과(新近效果, Recency Effect): 나중의 인상이 가장 큰 영향을 미친다는 심리이론이다. (빈발 효과)[29]

## 같이 보기
- 대인 매력
- 서브리미널 광고